# Ferdinand von Ritgen
Ferdinand August Maria Franz von Ritgen (* 11. Oktober 1787 in Wulfen bei Dorsten in Westfalen; † 14. April 1867 in Gießen) war ein deutscher Medizinprofessor, Amtsarzt, Chirurg, Gynäkologe, Geburtshelfer und Begründer einer der ersten neun deutschen Geburtshelferschulen.

## Herkunft und Familie
Er wurde 1787 als Sohn des gräflich von merfeld’schen Rentmeisters Johann Philipp Ritgen (1760–1831) und Marie Louise D’Arton de Varenne (1765–1848) geboren. Er hatte noch vier Brüder und vier Schwestern.
Ritgen heiratete am 11. November 1809 in Münster Clara Herold (* 19. April 1783; † 22. Dezember 1852), eine Tochter des Garnisonsapothekers Balthasar Felix Herold (1755–1800) und Schwester des Franz Joseph Herold. Zwei Jahre später wurde sein Sohn, der spätere Architekturprofessor Hugo geboren. Nach dem Tod seiner ersten Frau heiratete er am 21. Dezember 1853 in Bonn Ferdinande Wilhelmine, geborene Stein, verwitwete Wenckebach (* 9. April 1813; † 20. Juni 1906), eine Tochter des Professors Georg Wilhelm Stein (1773–1870). Diese Ehe blieb kinderlos.

## Leben
Er studierte in München Medizin. 1808 ist er als Wundarzt zu Belecke genannt. 1811 wurde er Amtsarzt zu Meschede und Physikatsrat in Stadtberge. 
1814 habilitierte sich Ritgen und wurde als Professor der Medizin an die Universität Gießen gerufen. Bei seiner Berufung erhielt Ritgen eine freie Dienstwohnung. Dafür wurde er verpflichtet, den Hebammen unentgeltlich Unterricht zu erteilen. Nach 1816 nahm er den Hebammenunterricht auf und setzte die Gründung einer eigenen Hebammenschule durch. Als Personal dafür standen ihm im Entbindungshaus nur eine Oberhebamme, ein Rechner und eine Wärterin zur Verfügung. Trotz der schlechten Unterstützung leistete er eine für damalige Verhältnisse vorbildliche Organisation des Unterrichts für die Hebammen und die Studenten der Medizin. Für den Unterricht der Hebammen waren jeweils zwei Monate, die Monate April bis Mai und Oktober bis November als Ausbildungszeit vorgesehen. Diese Zeit gliederte sich in einen theoretischen und einen praktischen Teil. Ritgen war der Meinung, „daß auch Damen von Bildung sich mit diesem Fach beschäftigen können“. Er verlieh am 6. September 1815 der Geburtshelferin Josepha von Siebold die Ehrendoktorwürde der Entbindungskunst. Zwei Jahre später, am 26. März 1817 promovierte die Tochter Charlotte von Siebold in Gießen bei Ritgen zur Doktorin artis obstetriciae.
1825 wurde er zum Mitglied der Deutschen Akademie der Naturforscher Leopoldina gewählt.
Ritgen hielt 1836 erste Vorlesungen, in denen er ganz im Gegensatz zum damaligen Zeitgeist die Therapierbarkeit von Geisteskrankheiten nicht von der Hand wies. Er entwickelte den sogenannten Ritgen-Hinterdammgriff, der mittels einer bestimmten Technik die Geburt des kindlichen Kopfes beschleunigt, sowie die Laparelytrotomie.
Von 1835 bis 1841 gehörte er der Zweiten Kammer der Landstände des Großherzogtums Hessen an. Er wurde für den Wahlbezirk der Stadt Gießen gewählt.
Neben seinen Tätigkeiten war er Mitherausgeber der Zeitschriften „Gemeinsame deutsche Zeitschrift für Geburtskunde“ und „Monatsschrift für Geburtskunde und Frauenkrankheiten“ sowie „Neue Zeitschrift für Geburtskunde“. Sein Landesherr, der Großherzog Ludwig II. von Hessen, erwies ihm ganz besondere Anerkennung dadurch, dass er ihn am 16. Dezember 1839 in den erblichen Adelsstand erhob.

## Schriften
- Jahrbücher der Entbindungsanstalt zu Gießen, 1820–1858.
- Handbuch der Geburtshülfe, 1824.
- Versuchte Herstellung einiger Becken urweltlicher Thiere, 1826.
- Versuch einer natürlichen Eintheilung der Vögel, 1826.
- Die höchsten Angelegenheiten der Seele nach dem Gesetze des Fortschritts, Darmstadt 1835.
- Das Medicinalwesen des Großherzogthums Hessen in seinen gesetzlichen Bestimmungen. Leske, Darmstadt 1840–1842.
- Lehr- und Handbuch der Geburtshülfe für Hebammen, 1848.